# Elric (jeu de rôle)
Pour les articles homonymes, voir Elric.
Elric! est un jeu de rôle médiéval fantastique se déroulant dans l'univers des Jeunes Royaumes (imaginé par Michael Moorcock dans sa saga éponyme), paru en 1993. Il est le successeur du jeu Stormbringer. Publié chez Chaosium, il utilise sont célèbre système « Basic Role-Playing » (BRP) — à l'instar de L'Appel de Cthulhu, Hawkmoon (lui-même basé sur une saga de Moorcock), etc.

## Univers et public
Elric! permet aux joueurs d'incarner majoritairement des humains évoluant dans un monde de magie impie, de créatures élémentaires, et de divinités démoniaques. Son système de jeu simple, efficace et réaliste séduira les débutants tandis que son univers riche et complexe ravira les vétérans. Même s'il ne touche pas un public aussi large que Donjons et Dragons, Elric! reste tout de même un jeu majeur dans l'univers du rôlisme.

## Système de jeu
Le système d'Elric!, bien que fondé sur des principes similaires à ceux de Stormbringer, se caractérise par un système de magie radicalement différent, et une création de personnage globalement plus équilibrée. Là où Stormbringer ne proposait que des invocations de démons et créatures élémentaires aux personnages, Elric! propose en sus un système de « sorts mineurs », permettant tout un panel d'effets allant du bonus à une compétence au projectile enflammé destiné à blesser un ennemi. La création de personnage proscrit par défaut les Melnibonéens et Pan-Tangiens qui avaient fait les beaux jours des éditions 1 à 4 de Stormbringer pour se concentrer sur les humains. Elle produit aussi des personnages globalement beaucoup plus compétents, en n'imposant aucune limite sur les compétences.

## Historique
Première édition du jeu en 1993 chez Chaosium, trois ans après la 4e édition de Stormbringer chez le même éditeur.
La traduction en français, chez l'éditeur Oriflam, paraît en 1994.
Chaosium réédite Elric! en 2001 sous le nom Stormbringer 5th Edition.
Mongoose Publishing, un éditeur britannique qui avait racheté la licence de Hawkmoon, publie en 2007 le jeu Elric of Melniboné, avec un système de jeu tiré de la quatrième édition de RuneQuest. Cette nouvelle édition est traduite en français  (ISBN 978-1-906508-76-0) | MGP8163). Une seconde version d'Elric of Melniboné paraît en 2010 sous la forme d'un supplément pour le jeu RuneQuest II de Mongoose.
Le Département des Sombres Projets acquiert les droits d'exploitation en France de Mongoose Publishing en 2011 et publie Mournblade en décembre 2012.